# Серков, Лев Анатольевич
Лев Анатольевич Серков (13 мая 1937, Оха, Сахалинская область, СССР — 12 ноября 1975, Новосибирск, СССР) — советский художник, член Союза художников СССР (1968).

## Биография
Родился 13 мая 1937 года в Охе Сахалинской области. С отличием окончил Фрунзенское художественное училище (1958).
В 1961—1965 годах жил в Магадане. Работал нештатным художником в Магаданском книжном издательстве. С 1963 года начинает участвовать в художественных выставках.
С 1965 года жил в Новосибирске, где также трудился нештатным художником в Западно-Сибирском книжном издательстве.
Похоронен на Клещихинском кладбище Новосибирска (квартал 45).

## Выставки
| - I зональная выставка «Советский Дальний Восток» (1964); - Республиканская выставка молодых художников (1966); - Зональная выставки «Сибирь социалистическая» (1967, Омск); - Республиканская выставка «Советская Россия» (1967, Москва); - Зональная выставка «Сибирь совиалистическая» (1969, Красноярск); - Всесоюзная выставка акварели (1969, Ленинград); - Республиканская выставка «Советская Россия» (1970, Москва); | - Выставка «Графики Новосибирска» (1971, Варшава); - Выставка трех зон «Урал, Сибирь, Дальний Восток» (1971, Москва); - Всесоюзная выставка акварели (1972, Москва); - Зональная выставка «Сибирь совиалистическая» (1974, Томск); - VII Международная выставка художников-графиков Сибири (1974, Франция); - Всесоюзная выставка акварели (1975, Москва); - Международная выставка книги (1975, Москва). |

## Профессиональные награды
- Диплом II степени Всероссийского конкурса искусства книги за художественное оформление книги «Тувинские сказки»;
- Диплом II степени за иллюстрирование книги «Бурятские сказки»;
- Диплом II степени Всероссийского конкурса искусства книги за мастерство художественного оформления книги «Ключ счастья».

## Работы
«Колымский пейзаж. Среди сопок» (1969), «Тишина» (из цикла «Сети», 1970), «Трое (Белая ночь)» (1970), «Лошадь у юрты» (из цикла «По Алтаю», 1970), «После вахты» (из цикла «Нефтяники Севера», 1974) и т. д.
Произведения художника хранятся в Новосибирском государственном художественном музее.